# Donetskoïé
Donetskoïé (en russe: Донецкое) ou Donetské (en ukrainien: Донецьке) est un village de type urbain situé à l'est de l'Ukraine dans le Donbass et l'oblast de Donetsk. Il fait partie du conseil de commune de Raïgorodok et abritait 664 habitants en 2011 et 640 en 2013.

## Géographie
Le village se trouve au nord-est du raïon de Slaviansk à 11 km au nord-est du chef-lieu du raïon, Slaviansk, et à 108 km au nord de Donetsk. Il doit son nom à la rivière Donets qui baigne le nord de la localité. Raïgorodok, qui abrite le conseil de commune, se trouve à 5 km au sud-est.

## Histoire
L'endroit a été fondé vers 1950 dans le cadre de la construction d'une station d'approvisionnement en eau pour la région de Donetsk et a reçu en 1957 le statut d'établissement de type urbain.